# Pat Cadigan

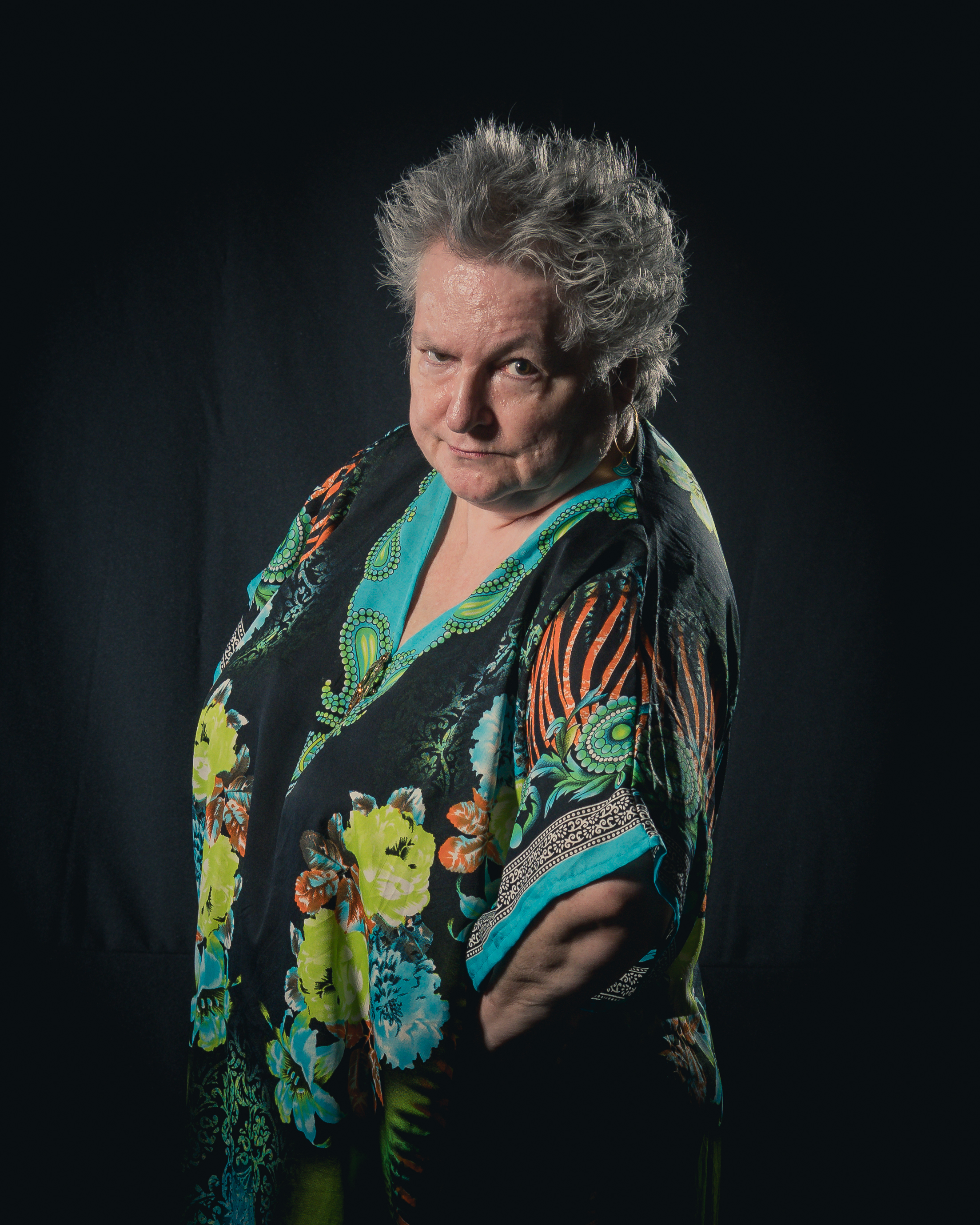
Pat Cadigan, 2017

Patricia Oren Kearney Cadigan (* 10. September 1953 in Schenectady, New York) ist eine US-amerikanische Science-Fiction-Autorin. Ihre Werke werden meist dem Genre des Cyberpunk zugeordnet.

## Leben
Aufgewachsen in Fitchburg in Massachusetts besuchte sie die University of Massachusetts und die University of Kansas, wo sie Theaterwissenschaft studierte und Unterricht bei James Gunn nahm. Nach dem Examen 1975 arbeitete sie bei llmark Cards als Schreiberin und Redakteurin. 1978 veröffentlichte sie ihre erste Kurzgeschichte, seit 1987 ist sie freie Schriftstellerin.
Mit ihrem ersten Mann Arnie Fenner hat sie einen Sohn. Im Mai 1996 heiratete sie Chris Fowler, mit dem sie im Norden Londons lebt.

## Auszeichnungen
- 1979 Balrog Award für die Kurzgeschichte Death from Exposure
- 1981 World Fantasy Award in der Kategorie Special – Non-Pro
- 1983 Balrog Award für Shayol in der Kategorie „Amateur Publication“
- 1987 SF Chronicle Award für die Kurzgeschichte Pretty Boy Crossover
- 1988 Locus Award für die Kurzgeschichte Angel
- 1990 Locus Award für die Erzählsammlung Patterns
- 1992 Arthur C. Clarke Award für den Roman Synners
- 1992 HOMer Award für die Novellette Dispatches from the Revolution
- 1995 Arthur C. Clarke Award für den Roman Fools
- 2005 Richard Evans Memorial Prize
- 2013 Hugo Award für die Novelette The Girl-Thing Who Went Out for Sushi
- 2015 Seiun Award für The Girl-Thing Who Went Out for Sushi in der Kategorie „Translated Story“

## Bibliografie

### Serien
Deadpan Allie (Kurzgeschichten)
- Nearly Departed (in: Isaac Asimov’s Science Fiction Magazine, June 1983)
  - Gedankenspieler. dt. von Jürgen Langowski. In: Friedel Wahren (Hrsg.): Isaac Asimovs Science Fiction Magazin 23. Folge. Heyne SF&F #4140, 1984, ISBN 3-453-31105-1.
- Variation on a Man (in: Omni, January 1984)

Wild Cards (Kurzgeschichten)
- By Lost Ways (1987, in: George R. R. Martin (Hrsg.): Wild Cards II: Aces High)
  - Auf vergessenen Wegen. dt. von Christian Jentzsch. In: George R. R. Martin (Hrsg.): Schlechte Karten. Heyne SF&F #5604, 1996, ISBN 3-453-10942-2.
- Addicted to Love (1988, in: George R. R. Martin (Hrsg.): Down & Dirty)
  - Süchtig nach Liebe. dt. von Christian Jentzsch. In: George R. R. Martin (Hrsg.): Konzert für Sirenen und Serotonin. Heyne SF&F #5608, 1998, ISBN 3-453-14001-X.

Artificial Reality (Romane)
- Tea from an Empty Cup (Kurzgeschichte in: Omni Online, October 1995)
- 1 Tea from an Empty Cup (1998)
- 2 Dervish Is Digital (2000)

Lost in Space (Tie-in-Romane)
- Lost in Space: Blueprint (1998)
- 1 Promised Land (1999)
  - Lost in space : Die neuen Abenteuer der Familie Robinson – Planet aus Stahl. dt. von Jürgen Langowski. Heyne-Bücher #20021, München 1999, ISBN 3-453-14764-2.
- 2 The Vault (1999; mit Gene DeWeese)

Friday the 13th – Jason X (Tie-in-Romane)
- 1 Jason X (2005)
- 2 The Experiment (2005)

Alita: Battle Angel (Tie-in-Romane)
- Alita: Battle Angel (2018)
- Iron City (2018)

### Romane
- 1987 Mindplayers
  - Bewußtseinsspiele. dt. von Alfons Winkelmann. Heyne SF&F #5063, 1994, ISBN 3-453-07229-4. Auch als: Going Fast. dt. von Alfons Winkelmann. Apex, 2019, ISBN 978-3-7485-1009-3.
- 1991 Synners
  - Synder. dt. von Michael Windgassen. Heyne SF&F #5052, 1993, ISBN 3-453-06624-3. Auch als: Synners. dt. von Michael Windgassen. Apex, 2019, ISBN 978-3-7485-1072-7.
- 1992 Fools
- 1992 Home by the Sea
- 2003 Reality Used to Be a Friend of Mine
- 2004 Cellular
- 2004 Upgrade/Sensuous Cindy (Twilight Zone Doubles #2)
- 2006 The Omega Egg (Teil 15 des Gemeinschaftsromans)
- 2018 Harley Quinn: Mad Love (Batman-Roman; mit Paul Dini)
- 2018 Mad Love
- 2019 Gemini Man
- 2021 Alien³ : The unproduced Screenplay by William Gibson (Roman nach dem Drehbuch von William Gibson)
  - Alien³. dt. von Kristof Kurz, Stefanie Adam. Heyne, 2023, ISBN 978-3-453-32256-1.

### Sammlungen
- 1989 Patterns
- 1992 Home By The Sea
- 1993 Dirty Work

### Kurzgeschichten
- 1977:
  - Last Chance for Angina Pectoris at Miss Sadie’s Saloon, Dry Gulch (in: Chacal #2, Spring 1977)

- 1978:
  - Death from Exposure (in: Shayol, #2 February 1978)
    - Medusa. dt. von Marcel Bieger. In: Wolfgang Jeschke (Hrsg.): Langsame Apokalypse. Heyne SF&F #4325, 1986, ISBN 3-453-31319-4.

- 1980:
  - Criers and Killers (1980, in: Robert Silverberg und Marta Randall (Hrsg.): New Dimensions 11)
    - Zuschauer, Spieler, Killer. dt. von Lore Strassl. In: Helmut G. Gabriel und Helga Gabriel (Hrsg.): SF Star 1983 / 8. Innovation Design, 1983.

- 1981:
  - Second Comings – Reasonable Rates (in: The Magazine of Fantasy & Science Fiction, February 1981)
    - Einmal zurück – gar nicht so teuer. dt. von Edda Petri. In: Terry Carr (Hrsg.): Die schönsten Science Fiction Stories des Jahres: Band 2. Heyne SF&F #4047, 1984, ISBN 3-453-30990-1.

  - The Coming of the Doll (in: The Magazine of Fantasy & Science Fiction, June 1981)
  - The Pathosfinder (1981, in: John Silbersack und Victoria Schochet (Hrsg.): The Berkley Showcase: New Writings in Science Fiction and Fantasy, Vol. 4)

- 1982:
  - The Day the Martels Got the Cable (in: The Magazine of Fantasy & Science Fiction, December 1982)
  - The Sorceress in Spite of Herself (in: Isaac Asimov’s Science Fiction Magazine, December 1982)
    - Hexe wider Willen. dt. von Uwe Anton. In: Shawna McCarthy (Hrsg.): Isaac Asimov’s Weltraum-Frauen 1. Ullstein Science Fiction & Fantasy #31126, 1986, ISBN 3-548-31126-1.

- 1983:
  - The Pond (1983, in: Charles L. Grant (Hrsg.): Fears)
  - Vengeance Is Yours (in: Omni, May 1983)
    - Dein ist die Rache. dt. von Inge Holm. In: Wolfgang Jeschke (Hrsg.): L wie Liquidator. Heyne SF&F #4410, 1987, ISBN 3-453-00419-1.

  - Eenie, Meenie, Ipsateenie (1983, in: Charles L. Grant (Hrsg.): Shadows 6)
  - In the Shop (in: Omni, November 1983)

- 1984:
  - Another One Hits the Road (in: The Magazine of Fantasy & Science Fiction, January 1984)
  - Rock On (1984, in: Michael Bishop (Hrsg.): Light Years and Dark: Science Fiction and Fantasy Of and For Our Time)
    - Rock On. dt. von Roland Fleissner und Reinhard Heinz. In: Bruce Sterling (Hrsg.): Spiegelschatten. Heyne SF&F #4544, 1988, ISBN 3-453-03133-4.

- 1985:
  - After the Days of Dead-Eye ’Dee (in: Isaac Asimov’s Science Fiction Magazine, May 1985)
  - Roadside Rescue (in: Omni, July 1985)

- 1986:
  - Pretty Boy Crossover (in: Isaac Asimov’s Science Fiction Magazine, January 1986)
    - Pretty Boy. dt. von Michael Kubiak. In: Donald A. Wollheim und Arthur W. Saha (Hrsg.): World’s best SF 6. Bastei-Lübbe SF Special #24096, 1987, ISBN 3-404-24096-0. Auch als: Pretty Boy Crossover. dt. von Michael Nagula. In: Michael Nagula (Hrsg.): Atomic Avenue. Heyne SF&F #4704, 1990, ISBN 3-453-04287-5.

- 1987:
  - Lunatic Bridge (1987, in: Ellen Datlow (Hrsg.): The Fifth Omni Book of Science Fiction)
  - Angel (in: Isaac Asimov’s Science Fiction Magazine, May 1987)
    - Engel. dt. von Andreas Brandhorst. In: Friedel Wahren (Hrsg.): Isaac Asimov’s Science Fiction Magazin 31. Heyne SF & F #4495, 1988, ISBN 3-453-02751-5.

  - The Boys in the Rain (in: Rod Serling’s The Twilight Zone Magazine, June 1987)
  - Patterns (in: Omni, August 1987)

- 1988:
  - Mind Over Matters: Headset (in: Omni, January 1988)
  - My Brother’s Keeper (in: Isaac Asimov’s Science Fiction Magazine, January 1988)
    - Meines Bruders Hüterin. dt. von Rosemarie Hundertmarck. In: Friedel Wahren (Hrsg.): Isaac Asimovs Science Fiction Magazin 32. Folge. Heyne SF&F #4536, 1988, ISBN 3-453-03126-1.

  - Two (in: The Magazine of Fantasy & Science Fiction, January 1988)
  - Heal (in: Omni, April 1988)
  - The Nolacon Visitation (1988, in: Guy H. Lillian III (Hrsg.): Let the Good Times Roll: The Official Nolacon II Program & Souvenir Volume; mit mehreren anderen Autoren)
  - The Edge (1988, in: Gardner Dozois und Susan Casper (Hrsg.): Ripper!)
  - It Was the Heat (1988, in: Tim Sullivan (Hrsg.): Tropical Chills)
    - Es war die Hitze. dt. von Marcel Bieger. In: Tim Sullivan (Hrsg.): Heiße Angst. Droemer Knaur (Knaur-Taschenbücher #1836), 1990, ISBN 3-426-01836-5.

- 1989:
  - Dirty Work (1989, in: Ellen Datlow (Hrsg.): Blood Is Not Enough)
  - Shoot the Moon (in: Omni, July 1989)
  - The Power and the Passion (1989, in: Pat Cadigan: Patterns)

- 1990:
- Fool to Believe (in: Isaac Asimov’s Science Fiction Magazine, February 1990)
  - Der mehrfache Sovay. dt. von Jürgen Langowski. In: Friedel Wahren (Hrsg.): Asimovs Science Fiction 47. Folge. Heyne SF&F #5481, 1996, ISBN 3-453-10918-X.
  - Scanman (in: Omni, April 1990)

- 1991:
  - In the Dark (1991, in: Lewis Shiner (Hrsg.): When the Music’s Over)
  - Johnny Come Home (in: Omni, June 1991)
  - Dispatches from the Revolution (in: Isaac Asimov’s Science Fiction Magazine, July 1991)
  - Home by the Sea (1991, in: Ellen Datlow (Hrsg.): A Whisper of Blood)

- 1992:
  - Fifty Ways to Improve Your Orgasm (in: Isaac Asimov’s Science Fiction Magazine, April 1992)
  - True Faces (in: The Magazine of Fantasy & Science Fiction, April 1992)
  - No Prisoners (1992, in: Mike Resnick (Hrsg.): Alternate Kennedys)
  - A Deal with God (1992, in: Richard Gilliam, Martin H. Greenberg und Edward E. Kramer (Hrsg.): Grails: Quests, Visitations and Other Occurrences)
  - Mother’s Milt (1992, in: Ellen Datlow (Hrsg.): Omni Best Science Fiction Two)
  - Naming Names (1992, in: Peter Crowther (Hrsg.): Narrow Houses)
  - New Life for Old (1992, in: Mike Resnick und Martin H. Greenberg (Hrsg.): Aladdin: Master of the Lamp)

- 1993:
  - Memo from the Perceptory (1993, in: Roger Trilling und Stuart Swezey (Hrsg.): The Wild Palms Reader)
  - Report from the Pharm (1993, in: Roger Trilling und Stuart Swezey (Hrsg.): The Wild Palms Reader)
  - Love Toys of the Gods (1993, in: Ellen Datlow (Hrsg.): Omni Best Science Fiction Three)
  - Dino Trend (1993, in: Mike Resnick und Martin H. Greenberg (Hrsg.): Dinosaur Fantastic)
    - Im Dino-Trend. dt. von Liselotte Julius. In: Mike Resnick und Martin H. Greenberg (Hrsg.): Das große Buch der Dinosaurier-Geschichten. Heyne (Allgemeine Reihe #8948), 1993, ISBN 3-453-07393-2.

  - Lost Girls (1993, in: Pat Cadigan: Dirty Work)
  - Chapter 14, Synners (1993, in: Mark Dery (Hrsg.): Flame Wars: The Discourse of Cyberculture)

- 1994:
  - Paris in June (in: Omni, September 1994)
  - Serial Monogamist (1994, in: Ellen Datlow (Hrsg.): Little Deaths: 24 Tales of Sex and Horror)
    - Serielle Monogamie. dt. von Bernhard Kleinschmidt. In: Ellen Datlow (Hrsg.): Fieber. Heyne (Allgemeine Reihe #9953), 1996, ISBN 3-453-10843-4.

  - Not Just Another Deal (1994, in: Mike Resnick, Loren D. Estleman und Martin H. Greenberg (Hrsg.): Deals with the Devil)

- 1995:
  - Death in the Promised Land (in: Omni Online, March 1995)
  - Sometimes Salvation (1995, in: Barbara Hambly und Martin H. Greenberg (Hrsg.): Sisters of the Night)
  - She’s Not There (1995, in: Gardner Dozois (Hrsg.): Killing Me Softly: Erotic Tales of Unearthly Love)

- 1996:
  - A Lie for a Lie (1996, in: Ellen Datlow (Hrsg.): Lethal Kisses)

- 1997:
  - Making Good Time (in: Omni Online, January 1997; mit James Patrick Kelly, Rachel Pollack und Nancy Kress)
  - The Final Remake of „The Return of Little Latin Larry,“ with a Completely Remastered Soundtrack and the Original Audience (1997, in: Stephen McClelland (Hrsg.): Future Histories: Award-winning Science Fiction Writers Predict Twenty Tomorrows for Communications)
  - The Emperor’s New Reality (1997, in: David Garnett (Hrsg.): New Worlds)
    - Des Kaisers neue Wirklichkeit. dt. von Rahel-Sophie Friedel. In: Pandora, Spring 2008. Shayol #77, 2008, ISBN 978-3-926126-77-1.

  - Another Story (1997, in: Gardner Dozois (Hrsg.): Dying for It: More Erotic Tales of Unearthly Love)
  - This Is Your Life (Repressed Memory Remix) (1997, in: Stephen Jones und David Sutton (Hrsg.): Dark Terrors 3: The Gollancz Book of Horror)

- 1998:
  - What I Got for Christmas (in: Interzone, #127 January 1998)
  - Witnessing the Millennium (1998, in: Sarah Champion (Hrsg.): Disco 2000)
    - Augenzeugen der Jahrtausendwende. dt. von Ulrike Thiesmeyer. In: Sarah Champion (Hrsg.): Die letzte Nacht des Jahrtausends. Rowohlt rororo #22587, 1999, ISBN 3-499-22587-5.

  - Datableed (in: Asimov’s Science Fiction, March 1998)

- 1999:
  - The Web #11: Avatar (1999)

- 2000:
  - Freeing the Angels (in: Sci Fiction, May 19, 2000; mit Christopher Fowler)
  - Icy You … Juicy Me (2000, in: Maxim Jakubowski (Hrsg.): The New English Library Book of Internet Stories)

- 2001:
  - Life on Earth (in: Sci Fiction, December 19, 2001)

- 2002:
  - Linda (in: Asimov’s Science Fiction, July 2002)

- 2005:
  - Is There Life After Rehab? (in: Sci Fiction, August 17, 2005)

- 2006:
  - The Omega Egg (Part 15 of 17) (2006)

- 2007:
  - Nothing Personal (2007, in: Mike Resnick (Hrsg.): Alien Crimes)
  - Among Strangers (2007, in: Ian Whates (Hrsg.): disLocations)
  - Stilled Life (2007, in: Ellen Datlow (Hrsg.): Inferno: New Tales of Terror and the Supernatural)

- 2008:
  - Found in the Translation (2008, in: Ian Whates (Hrsg.): Myth-Understandings)
  - Jimmy (2008, in: Ellen Datlow (Hrsg.): The Del Rey Book of Science Fiction and Fantasy: Sixteen Original Works by Speculative Fiction’s Finest Voices)
  - Worlds of Possibilities (2008, in: Lou Anders (Hrsg.): Sideways in Crime)
  - Not Quite Alone in the Dream Quarter (2008, in: Lou Anders (Hrsg.): Fast Forward 2; mit Mike Resnick)
  - The Mudlark (in: Jim Baen’s Universe, October 2008)
  - Tales from the Big Dark: Lie of the Land (2008, in: Ian Whates (Hrsg.): Subterfuge)

- 2009:
  - Truth and Bone (2009, in: Ellen Datlow (Hrsg.): Poe: 19 New Tales of Suspense, Dark Fantasy and Horror)
  - Don’t Mention Madagascar (2009, in: Jonathan Strahan (Hrsg.): Eclipse Three: New Science Fiction and Fantasy)

- 2010:
  - The Taste of Night (2010, in: Nick Gevers und Marty Halpern (Hrsg.): Is Anybody Out There?)
  - Between Heaven and Hull (2010, in: Ellen Datlow und Nick Mamatas (Hrsg.): Haunted Legends)
  - We’ll Take Manhattan (2010, in: Stephen Jones (Hrsg.): Zombie Apocalypse!)
  - Funny Things (2010, in: Jonathan Oliver (Hrsg.): The End of the Line: An Anthology of Underground Horror)

- 2011:
  - Picking up the Pieces (2011, in: Ellen Datlow (Hrsg.): Naked City: Tales of Urban Fantasy)
  - Cody (2011, in: Stephen Cass (Hrsg.): TRSF: The Best New Science Fiction)
  - You Never Know (2011, in: Ian Whates (Hrsg.): Solaris Rising: The New Solaris Book of Science Fiction)

- 2012:
  - In Plain Sight (2012, in: Nick Mamatas und Masumi Washington (Hrsg.): The Future Is Japanese)
  - In the Cloud (2012, in: Stephen Jones (Hrsg.): Zombie Apocalypse! Fightback)
  - The Girl-Thing Who Went Out for Sushi (2012, in: Jonathan Strahan (Hrsg.): Edge of Infinity)

- 2013:
  - Chalk (2013)
  - Caretakers (2013, in: Gardner Dozois und George R. R. Martin (Hrsg.): Dangerous Women)
    - Kümmerer. dt. von Karin König. In: George R. R. Martin und Gardner Dozois (Hrsg.): Königin im Exil. Blanvalet Fantasy #6012, 2015, ISBN 978-3-7341-6012-7.

  - The Christmas Show (2013)

- 2014:
  - Report Concerning the Presence of Seahorses on Mars (2014, in: Jonathan Strahan (Hrsg.): Reach for Infinity)
  - Will the Real Psycho in This Story Please Stand Up? (2014, in: Ellen Datlow (Hrsg.): Fearful Symmetries)
  - The Big Next (2014, in: Ian Whates (Hrsg.): Paradox)
  - Business As Usual (2014, in: Bruce Sterling (Hrsg.): Twelve Tomorrows)
  - Unfair Exchange (in: Nightmare Magazine, October 2014)

- 2015:
  - In Case of Zebras (2015, in: Ellen Datlow (Hrsg.): The Doll Collection)
  - Chilling (2015, in: Stephen Jones (Hrsg.): Horrorology)

- 2016:
  - Cancer Dancer (2016, in: Conrad Williams (Hrsg.): Dead Letters: An Anthology of the Undelivered, the Missing, the Returned …)
  - Six Degrees of Separation Freedom (2016, in: Jonathan Strahan (Hrsg.): Bridging Infinity)

- 2017:
  - A Little Bird Told Me (2017, in: Ellen Datlow (Hrsg.): Black Feathers: Dark Avian Tales)
    - Jack (2017, in: Lisa Morton und Ellen Datlow (Hrsg.): Haunted Nights)

- 2018:
  - AI and the Trolley Problem (in: Tor.com, October 17, 2018)

- 2019:
  - About the O’Dells (2019, in: Ellen Datlow (Hrsg.): Echoes)
  - Meet the Beatles (2019, in: Randee Dawn und Michael A. Ventrella (Hrsg.): Across the Universe: Tales of Alternative Beatles)

Anthologien
- 2002 The Ultimate Cyberpunk (mit Martin H. Greenberg)

Sachliteratur
- 1998 The Making of Lost in Space
- 1999 Resurrecting the Mummy – The Making of the Movie